# Ansitz Hauzenheim

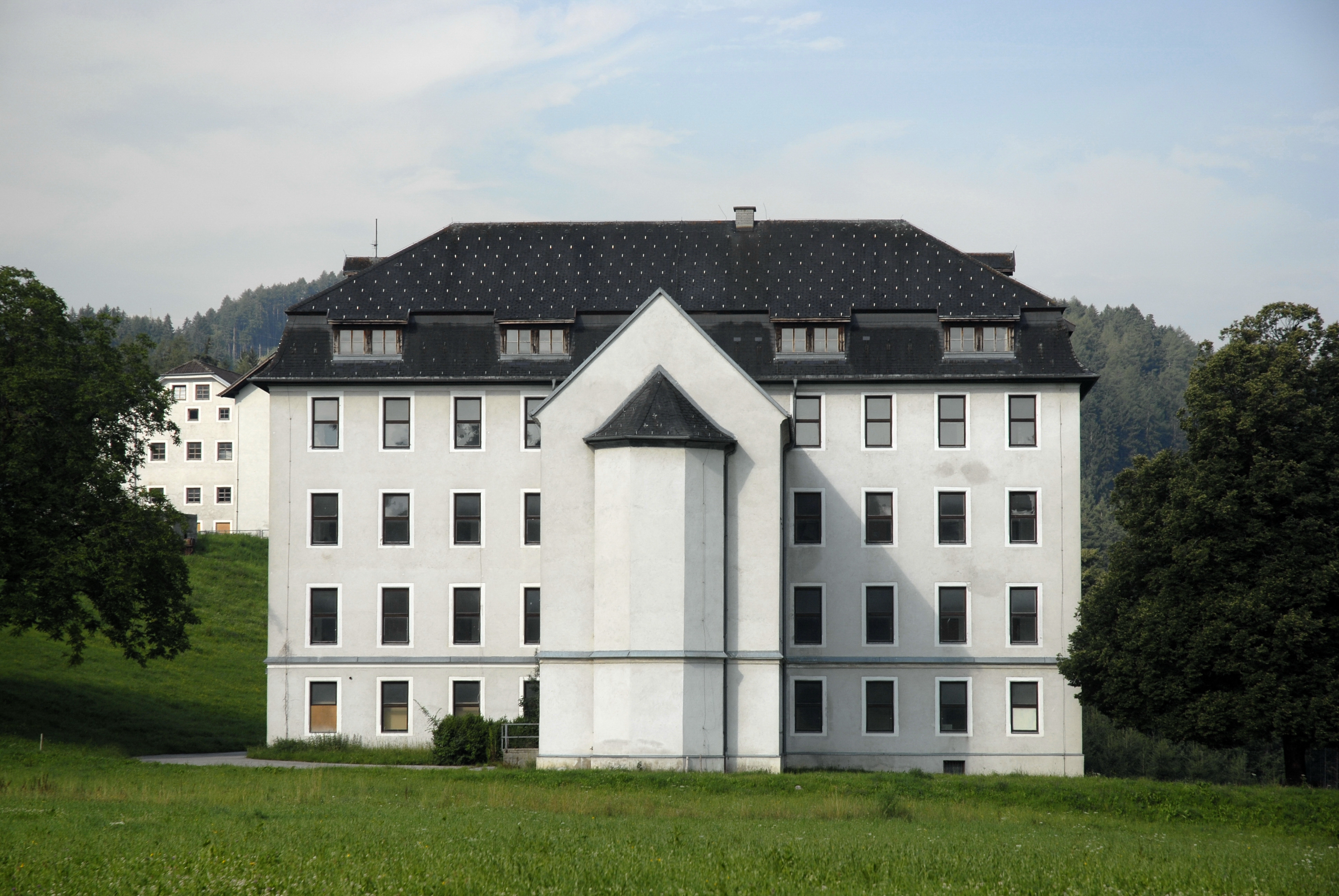
Ansitz Hauzenheim (Volders)

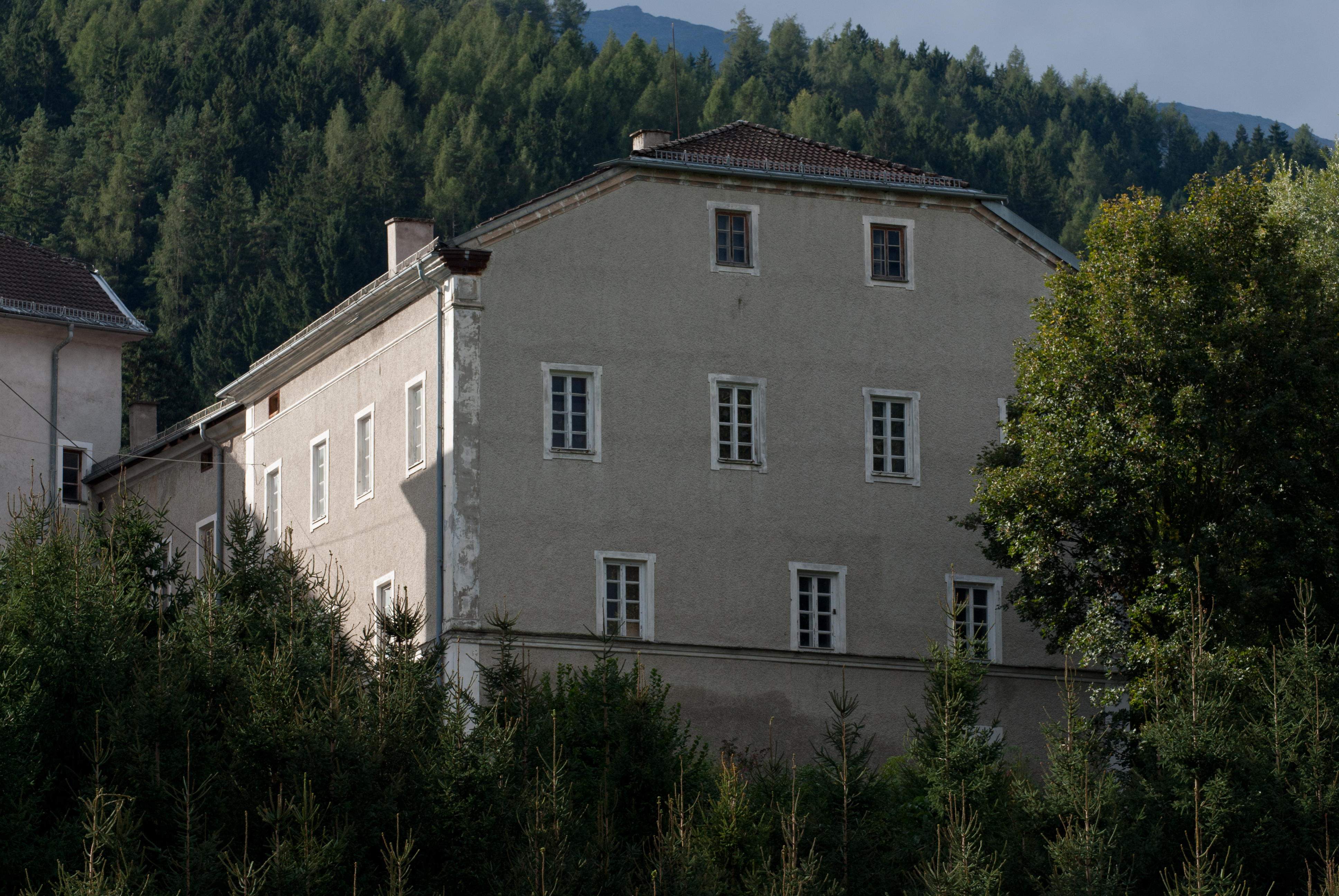
Stachelburg Kernbau (Volders)

Der Ansitz Hauzenheim (bisweilen auch als Stachelburg bezeichnet) befindet sich in der Gemeinde Volders im Bezirk Innsbruck-Land von Tirol (Volderwaldstraße 6). Im 20. Jahrhundert war hier das Landesjugendheim Kleinvolderberg untergebracht, das 1990 geschlossen wurde.

## Geschichte des Ansitzes
Hauzenheim war ein Kunkellehen der Grafschaft Tirol. Die Edlen von Vögler hatten es bis 1495 inne, genannt werden Gottselin (1278) und Conrad von Vögler (1317). Noch 1451 ist der edl vnd vest Kristoff Vegler von Hauczenhaim urkundlich bezeugt. Danach werden hier die Edlen von Dieperskircher und Liechtenstein (1497), die Waltenhofer (1502), die Händl und Bärenecker genannt. 1509 verkaufte Hans von Dieperskircher seinen Anteil an dem Besitz an Sigmund Bärenecker und 1511 Thomas von Liechtenstein an Georg Fuchs von Fuchsberg.
1603 kam das Anwesen an Ernst von Stachelburg, deshalb wurde der Ansitz im Volksmund von da ab Stachelburg genannt. Simon Felix Freiherr von Crosina, k. k. Kämmerer und oberösterreichischer Hofkammerrat verehelichte sich 1738 mit Anna Katharina, der einzigen Tochter Johann Philipp’s Grafen von Stachelburg und Freiherrn von Hauzenheim. Dadurch kam er an den Stachelburgischen Edelsitz Hauzenheim und weitere Besitzungen. Als seine erste Frau 1741 starb, verehelichte er sich mit Theresia Gräfin von Spaur. Auch diese starb vor ihm und so heiratete er 1766 zum dritten Male, und zwar Viktoria Eleonora Gräfin von Prato. Seine Kinder waren bereits vor ihm verstorben, deshalb stiftete er († 30. November 1776) sein Vermögen dem männlichen Waisenhaus zu Trient, wobei seine Witwe bis zu ihrem Tod († 2. Oktober 1811) über den Fruchtgenuss aus seinen Besitzungen verfügte. Weitere Besitzer waren die Grafen von Wicka und die Familie de Romedis von Fondo; diese ließen 1833 den Ansitz allodisieren und danach wurde er einem Landmann verkauft.
1889 wurde der Ansitz vom Katholischen Verein der Kinderfreunde von Salzburg erworben und für das 1886 gegründete Asyl Josefinum für „elternlose und verwahrloste Knaben“ adaptiert. Nach der Errichtung eines Zubaus konnte die Anstalt 1890 in Betrieb genommen werden. Zudem wurde eine Volksschule eingerichtet und ab Beginn des 20. Jahrhunderts ein Gymnasium, das in der Zwischenkriegszeit in eine Hauptschule umgewandelt wurde.
Durch die Nationalsozialisten wurde das Josefinum 1939 enteignet und es wurde hier ein Gauerziehungsheim für schulpflichtige Mädchen eingerichtet.

## Ansitz Hauzenheim heute
Bereits im Jahr 1945 wurde es wieder als Landeserziehungsheim Kleinvolderberg für männliche Jugendliche neu eröffnet. Die Jugendlichen wurden in heimeigenen Werkstätten (Gärtnerei, Schlosserei, Tischlerei, Schneiderei, Schuhmacherei und Bäckerei) sowie in der Landwirtschaft eingesetzt. Die Zahl der untergebrachten Jugendlichen sank kontinuierlich von 120 in den 60er Jahren auf 43 Jugendliche im Jahr 1973. Ab 1975 fand eine Umorientierung statt, wobei die berufliche Eingliederung verstärkt wurde. Etwa die Hälfte der Jugendlichen wurde auf „Außenarbeitsplätzen“ untergebracht. 1990 wurde das Heim Kleinvolderberg geschlossen.
Auch gegen das Heim Kleinvolderberg wurden massive Vorwürfe des körperlichen Missbrauchs an den Kindern und Jugendlichen durch die Erzieher erhoben; beispielhaft dafür ist der Artikel „Wir nannten es Kleinfolterberg“. Dabei ist von Prügelattacken mit Schlagruten aus Kabelüberzügen und mit Knoten die Rede, vom „Glatzenscheren“, vom Stehen unter einer eiskalten Dusche und tagelangem Einsperren im hauseigenen Karzer.